# 班第氏裸胸鱔
班第氏裸胸鱔，又稱班第氏裸胸鯙、錢鰻、薯鰻、虎鰻，為輻鰭魚綱鰻鱺目鯙亞目鯙科的其中一種，分布於西印度洋的模里西斯、馬爾地夫及太平洋的台灣、紐西蘭至夏威夷群島海域，棲息深度30-303公尺，本魚體淡灰色，並布滿Y字型的斑紋，體長可達100公分，為底棲性魚類，生活在岩石底質、海綿生長的海域，屬肉食性，生活習性不明，罕見。

## 擴展閱讀
維基物種上的相關：班第氏裸胸鱔